# Boquila trifoliolata
Boquila
Genre
Espèce
Boquila trifoliolata est une espèce de plantes à fleurs de la famille des Lardizabalaceae. C'est une liane originaire du sud de l'Amérique du Sud. C'est l'unique représentante du genre Boquila. Cette liane ligneuse présente une propriété biologique particulière dans le règne végétal : elle est capable de mimer physiquement les plantes sur lesquelles elle prend support.

## Dénominations
Cette espèce a été décrite pour la première fois par Augustin-Pyramus de Candolle en 1839 sous le basionyme Lardizabala trifoliolata et classée dans le genre Lardizabala. Elle est ensuite recombinée dans le genre Boquila qu'avait auparavant créé Joseph Decaisne en 1837. Le nom correct de ce taxon est Boquila trifoliolata (DC.) Decne..
Boquila est dérivé du mot en langue mapuche voqui, signifiant « liane ».
Au Chili, cette plante porte les noms vernaculaires pilpil, voqui, voquicillo, voquillo et voqui blanco[réf. nécessaire].

## Description

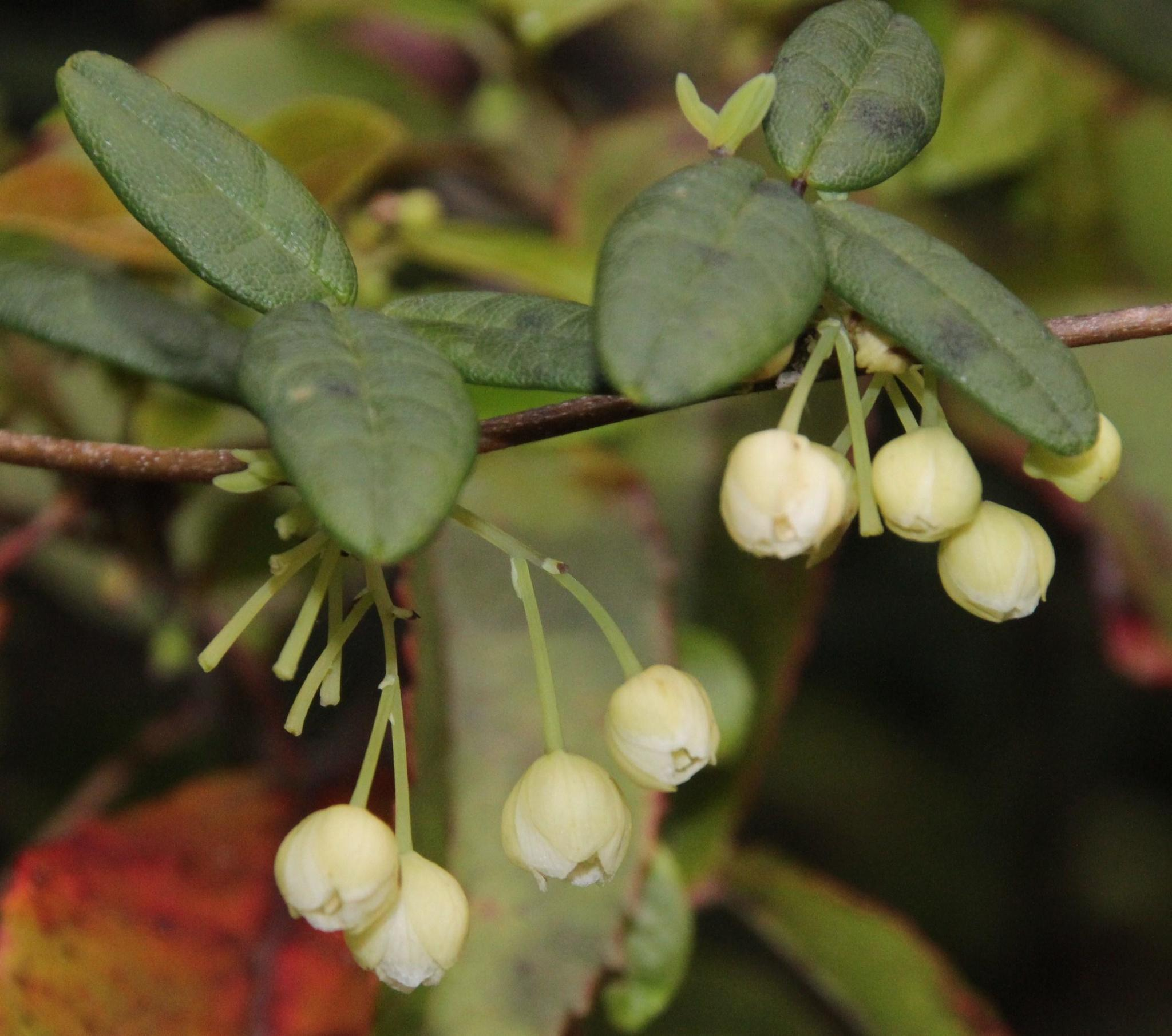
Inflorescences de Boquila trifoliolata.

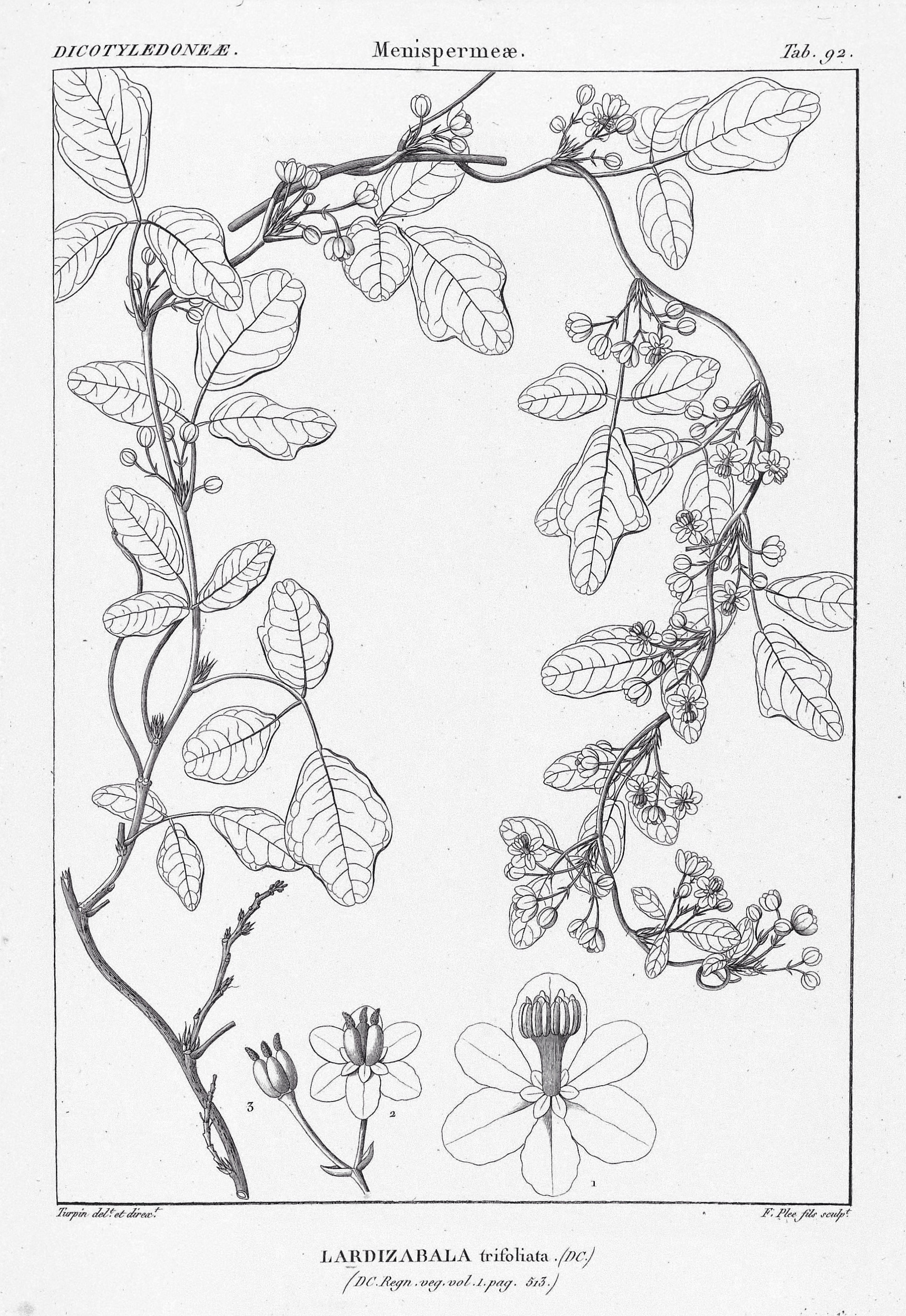
Boquila trifoliolata - Planche botanique issue de l'ouvrage de de Candolle (1820).

Boquila trifoliolata est une liane persistante, dioïque, grimpant par enroulement autour de son support,.
Ses feuilles sont pubescentes et présentent trois folioles. Leur limbe est elliptique, à la base en forme de cœur asymétrique et à la marge sinuée. La variabilité de la morphologie des feuilles est très importante : les plus grosses peuvent être 10 fois plus grandes que les plus petites, leur couleur peut varier de très clair au très sombre, elles peuvent présenter une pointe épineuse ou arrondie. Les feuilles non mimétiques sont relativement courtes et vert clair avec des bords arrondis.
Ses inflorescences sont des ombelles composée de 1 à 3 fleurs blanc jaunâtre mâles ou femelles, les deux sexes étant morphologiquement très proches. Chacune des fleurs est composée de 6 sépales ovales, de 6 pétales beaucoup plus petits, de 6 étamines pour les mâles ou de 6 staminodes et d'un stigmate menant à 3 carpelles pour les femelles,. Ces fleurs produisent de la chaleur, jusqu'à 45 °C[réf. nécessaire].
Le fruit est indéhiscent, petit et subglobuleux. Il contient 1 à 4 graines ellipsoïdes et grisâtres,.

## Distribution
Boquila trifoliolata vit au sein des forêts pluviales tempérées du sud et du centre du Chili ainsi qu'en Argentine adjacente. Ce sont des forêts sempervirentes à semi-décidues situées entre 100 et 1 700 m d'altitude. Elle est rustique, n'est pas endommagée par la neige, et tolère des températures négatives fréquentes, jusqu'à −8 ◦C. Elle préfère un sol humide et riche en humus, à mi-ombre,.

## Mimétisme

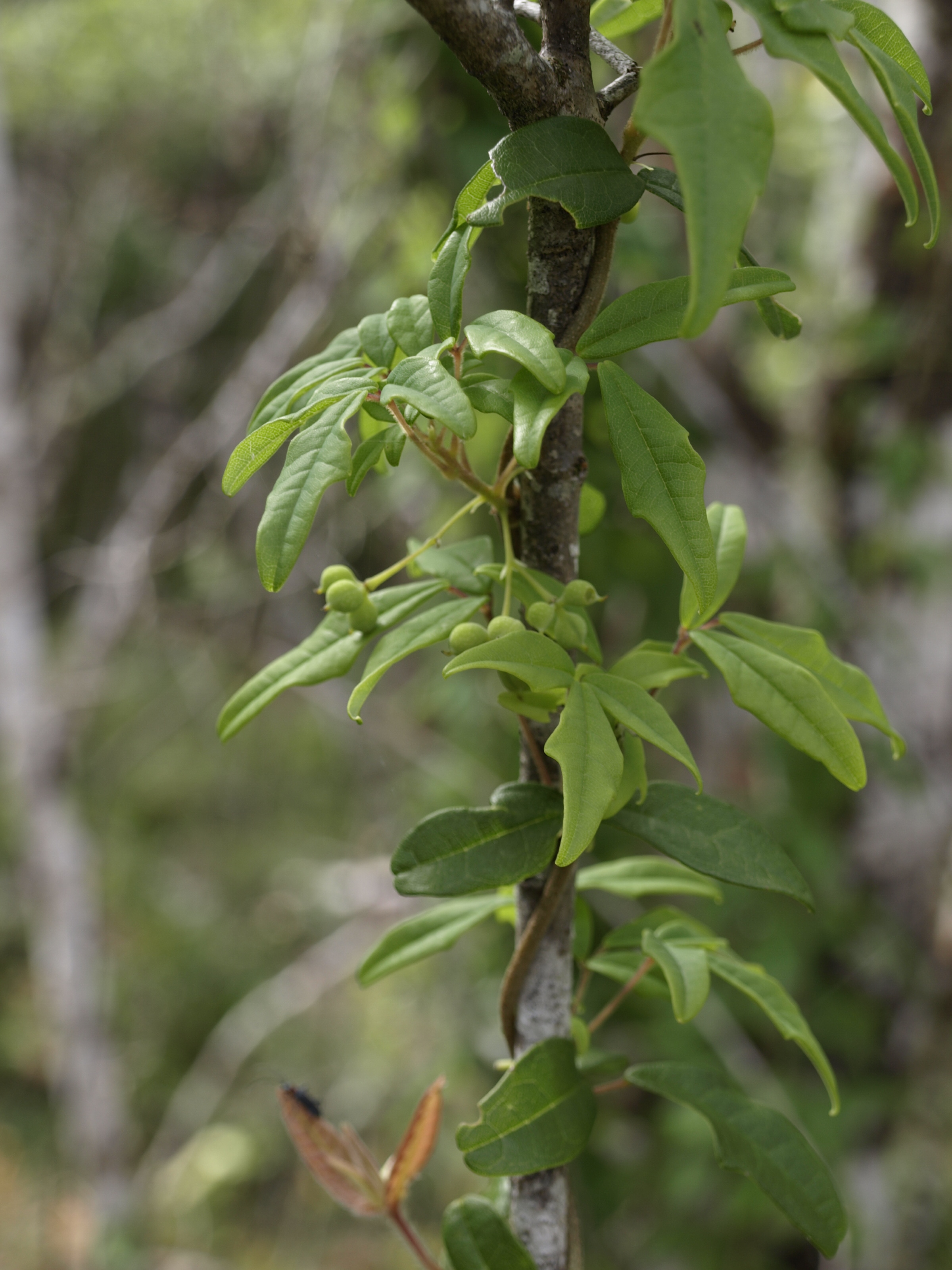
Autre forme des feuilles.

Boquila trifoliolata est une liane capable de mimétisme. Sa tige et ses feuilles peuvent prendre l'apparence des feuilles de trois espèces hôtes différentes, à savoir : leur forme, leurs couleurs, l'orientation de leurs feuilles, la longueur de leurs pétioles, ainsi que les motifs de leurs nervures,,,. Un même individu peut mimer plusieurs types morphologiques de feuillage à condition qu'ils soient proches,, mais, contrairement à d'autres plantes mimétiques, cette espèce peut déployer ses capacités mimétiques même en l’absence de contact physique avec son hôte.
Plusieurs hypothèses ont été émises afin d'expliquer ce mystérieux mécanisme : la reconnaissance pourrait provenir de la captation de signaux chimiques volatils libérés par les plantes hôtes qui induiraient un changement phénotypique. En recevant différents signaux de l'hôte dans son système, la plante serait capable de créer des signaux et des hormones spécifiques dans ses tissus pour réguler la transcription génétique de la morphologie des feuilles et les voies de développement pour leur différenciation,. Il pourrait également s'agir d'un transfert horizontal de gènes par l'intermédiaire de microbes aéroportés.
Une troisième hypothèse envisage l’existence d’une capacité sensorielle proche de la vue (proto-vision,) mise en œuvre par des ocelles qui initieraient un transfert de gènes. Des cellules de l'épiderme supérieur ayant une forme plan-convexe ou convexe agiraient comme des lentilles, permettant la convergence du rayonnement lumineux vers les cellules sous-épidermiques sensibles à la lumière. Le fait que Boquila trifoliolata ait été capable lors d’une expérience en laboratoire de mimer la forme des feuilles de plantes en plastique va dans ce sens.

### Avantage évolutif

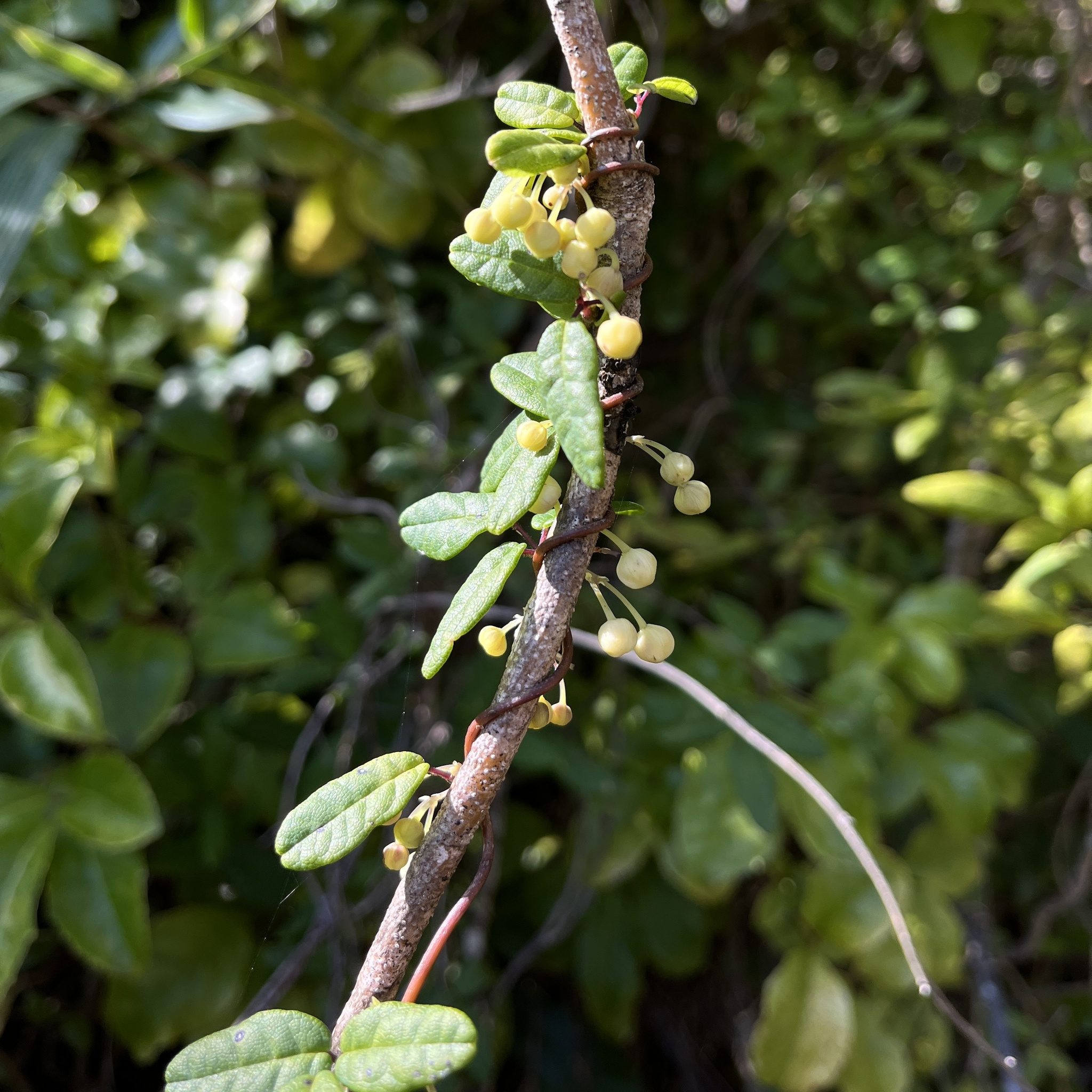
Boquila trifoliolata.

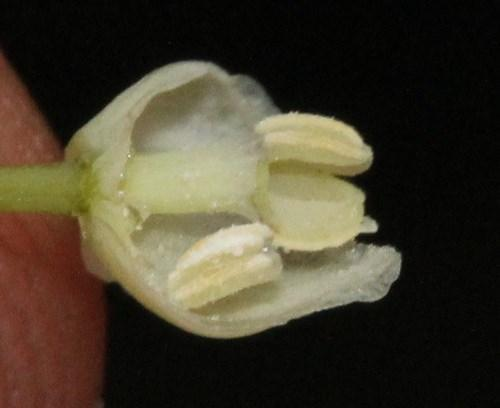
Coupe longitudinale d'une fleur de Boquila trifoliolata.

Ce mimétisme des feuilles entraîne une baisse des taux de prédation des herbivores sur ses feuilles. Les lianes grimpantes ne subissent pas un niveau de prédation différent de celui que subissent les feuilles des arbres hôtes, mais révèlent un taux d'herbivorie beaucoup plus faible que les individus non grimpants. Les individus grimpant sur des hôtes sans feuilles sont par contre plus mangées par les animaux herbivores.

## Culture et comestibilité
Les fruits sont petits mais comestibles.
Les graines doivent être semées lorsqu'elles sont mûres et germent facilement à condition d'être exposées à des composés des fumées d'incendies[réf. nécessaire]. Des boutures de tiges ligneuses peuvent être prélevées en été et enracinées dans une serre froide.

## Synonymes
Boquila trifoliolata a pour synonymes :
- Boissiera trifoliata Dombey ex DC.
- Boquila discolor (Kunze ex Poepp. & Endl.) Decne.
- Boquila discolor (Poepp. & Endl.) J.Gay
- Boquila trifoliata (Dombey ex DC.) Decne.
- Boquila trifoliolata var. discolor (Kunze ex Poepp. & Endl.) Gay
- Dolichos funarius Molina
- Lardizabala discolor Kunze ex Poepp. & Endl.
- Lardizabala trifoliata Ruiz & Pav.
- Lardizabala trifoliolata DC.